# Городское поселение посёлок Мяунджа
Городско́е поселе́ние «посёлок Мяунджа» — упразднённое муниципальное образование в Сусуманском районе Магаданской области Российской Федерации.
Административный центр — пгт Мяунджа.

## История
Статус и границы городского поселения установлены Законом Магаданской области от 28 декабря 2004 года № 511-ОЗ «О границах и статусе муниципальных образований в Магаданской области».
Законом Магаданской области от 8 апреля 2015 года № 1886-ОЗ, 1 мая 2015 года городские поселения «город Сусуман», «посёлок Холодный», «посёлок Мяунджа» и сельское поселение «посёлок Широкий» преобразованы, путём объединения, в муниципальное образование «Сусуманский городской округ» с административным центром в городе Сусумане.

## Население
| 2009 | 2010  | 2011  | 2012  | 2013  | 2014  | 2015  |
| ---- | ----- | ----- | ----- | ----- | ----- | ----- |
| 1812 | ↘1784 | ↘1765 | ↗1854 | ↘1841 | ↘1794 | ↗1797 |

## Состав городского поселения
| № | Населённый пункт | Тип населённого пункта      | Население |
| - | ---------------- | --------------------------- | --------- |
| 1 | Кедровый         | посёлок                     | ↘37       |
| 2 | Мяунджа          | пгт, административный центр | ↘977      |